# Компактна камера

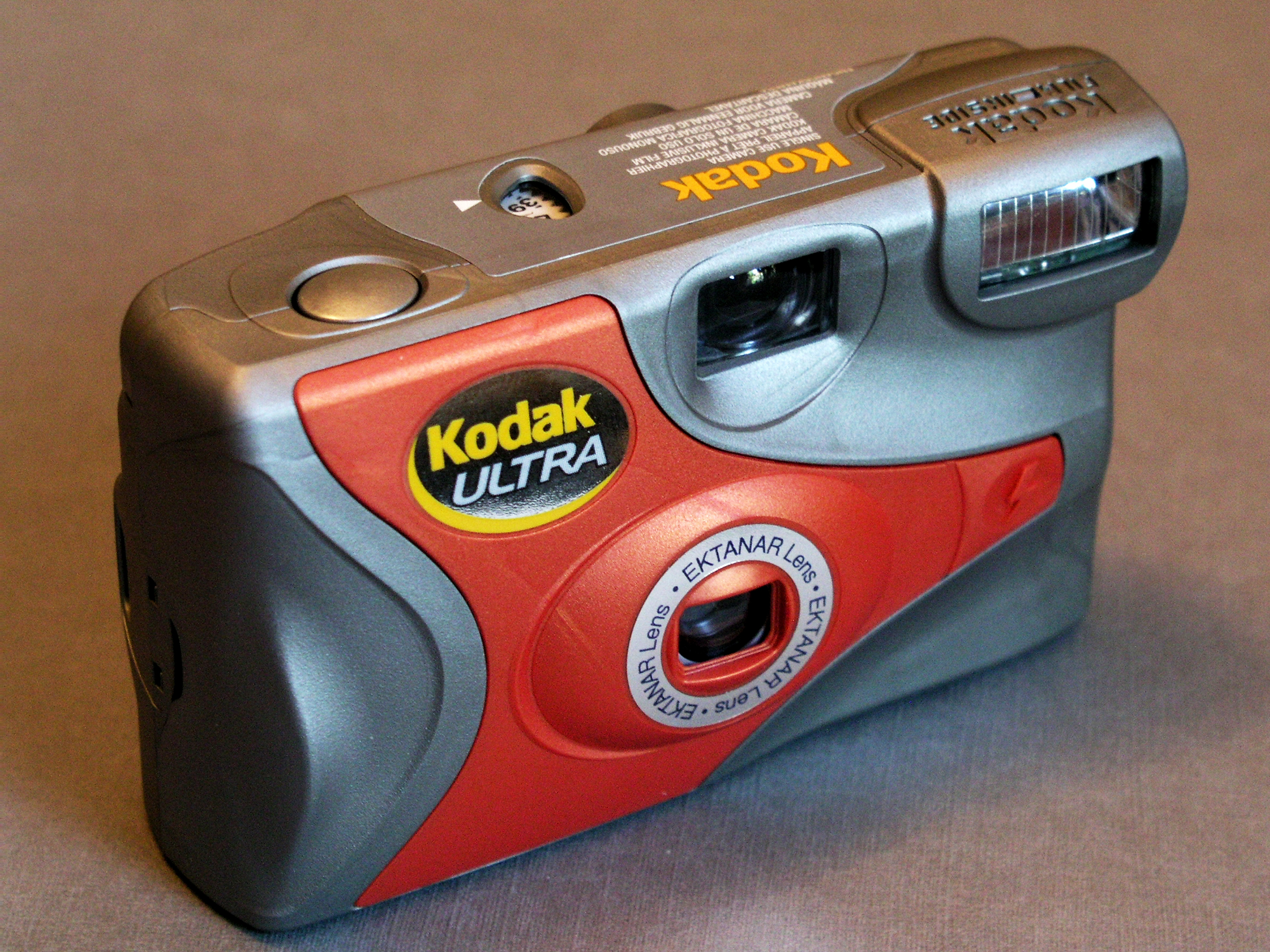
Плівкова «мильниця» Kodak

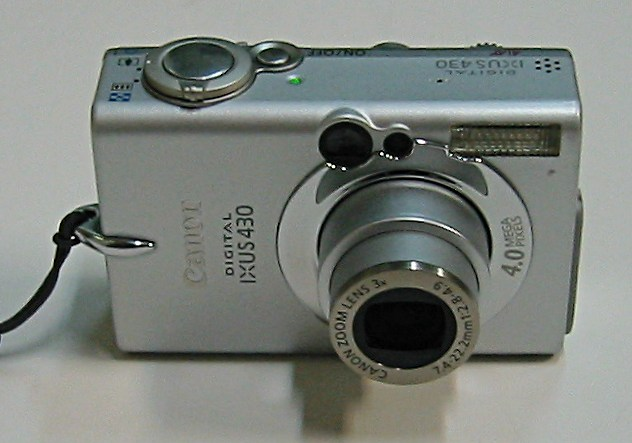
Цифрова «мильниця» Canon Digital IXUS 430

Компактна камера («мильниця») — компактний фотоапарат з вбудованим об'єктивом, як правило, невеликої ваги і малих габаритів, з автоматизованою системою роботи всіх вузлів без необхідності встановлювати параметри зйомки, або з обмеженим необхідним набором налаштувань, як-то вибору зума, установки фотоспалаху тощо.

## Плівкова «мильниця»
Як правило, цим терміном називають камери, що використовують стандартну 35-мм плівку, або плівку формату APS.
Вирізняють також одноразові плівкові «мильниці» (див. Disposable camera (англ.)). Недорогі примірники таких апаратів повертаються в сертифікований центр проявки плівки разом з корпусом і можуть бути згодом перезаправлені і продані знову. Часто використовують для підводної зйомки.

## Цифрова «мильниця»
В даний час технічний рівень виробництва цифрових фотоапаратів, особливо їх начинки - фотосенсорів і фотооб'єктивів настільки виріс, що їх компактність не завжди визначає клас фотокамери. Класифікацію проводять за принципом вживаності.
До цифрових «мильниць» прийнято відносити цифрові фотокамери з розмірами світлочутливої матриці менше 9×7 мм. Розміри таких малих матриць прийнято вимірювати не в міліметрах, а дробами відіконовськіх дюймів (дорівнює 2/3 звичайного дюйма або 16,93 мм; найчастіше його застосовують для вимірювання діагоналі матриці). Типові розміри матриць для цифрових мильниць: 2/3", 1/1.7", 1/1.8", 1/2.5", 1/2.7", 1/3", 1/3.2". На початку більші матриці (кращі), в кінці менші (гірші).